# 82 Большой Медведицы
82 Большой Медведицы (лат. 82 Ursae Majoris), HD 119024 — одиночная звезда в созвездии Большой Медведицы на расстоянии приблизительно 172 световых лет (около 52 парсеков) от Солнца. Видимая звёздная величина звезды — +5,456m.

## Характеристики
82 Большой Медведицы — белая звезда спектрального класса A2Vnp. Радиус — около 1,87 солнечного, светимость — около 15,92 солнечных. Эффективная температура — около 8710 К.